# Massongy
 Massongy  es una comuna y población de Francia, en la región de Ródano-Alpes, departamento de Alta Saboya, en el distrito de Thonon-les-Bains y cantón de Douvaine.
Su población en el censo de 1999 era de 1.146 habitantes.
Está integrada en la Communauté de communes du Bas-Chablais .